# ФК Ђирмот СЕ
ФК Ђирмот СЕ (мађ. Gyirmót FC Győr), је мађарски фудбалски клуб из Ђирмота једног од предграђа Ђера. Клуб је основан 1993. године а боје клуба су  жута и плава. 

## Историја
Друголигашку сезону 2014/15 Ђирмот је завршио на трећем месту тако да се није квалификовао у елиту
Један од успеха клуба из 2015. године је победа у пријатељском сусрету од 2 : 1 над Ромом у Италији..
Победом над Шопроном ВСЕ резултатом од 3 : 1, Ђирмот је обезбедио прво место на друголигашкој табели и тиме се први пут у историји клуба квалификовао за следеће сезонско учешће у Првој лиги Мађарске.